# Калмыков, Вадим Валериевич
Вадим Валериевич Калмыков (23 августа 1938, Москва — 24 марта 2022) — советский и российский учёный, доктор технических наук, профессор, лауреат Государственной премии СССР.

## Биография
Сын Валерия Дмитриевича Калмыкова — первого министра радиотехнической промышленности СССР.
Окончил МВТУ им. Н. Э. Баумана (1962). Работал там же на кафедре «Радиоэлектронные системы и устройства»: инженер, аспирант, старший преподаватель, доцент, с 1975 г. профессор.
Кандидат (1966), доктор (1974) технических наук. Учёные звания: доцент (1969), профессор (1977).
Автор и соавтор 12 монографий и учебных пособий, 26 изобретений. Научные интересы — системы радиосвязи с шумоподобными сигналами.
Лауреат Государственной премии СССР (1981), премии Правительства РФ (2007). Заслуженный деятель науки РФ (1999). Почётный радист СССР. Заслуженный изобретатель РСФСР (1987).
Публикации:
- Системы сотовой и спутниковой радиосвязи: [учебное пособие для вузов по специальности «Радиоэлектронные системы» направления подготовки дипломированных специалистов «Радиотехника» и слушателей программ профессиональной переподготовки и повышения квалификации специалистов Российской Федерации и стран СНГ по новым направлениям развития техники и технологии]. Вадим Валериевич Калмыков. Рудомино, 2010 — Всего страниц: 278
- Радиотехнические системы передачи информации: Учебное пособие. Вадим Валериевич Калмыков. Радио и связь, 1990 — Всего страниц: 302
- Радиосистемы передачи информации : учеб. пособие для вузов / Васин, Валерий Анатольевич, Калмыков, Вадим Валерьевич, Себекин, Юрий Николаевич Сенин, Александр Иванович. — Москва : Горячая линия-Телеком, 2005. — 472 с. — Библиогр.: с. 467—469. — ISBN 5-93517-232-1